# Weatherby (Missouri)
Weatherby est un village du comté de DeKalb, dans le Missouri, aux États-Unis,. Situé à l'est du comté, il est fondé en 1885 par L. H. Weatherby. Il est incorporé en 1887.

## Démographie
Lors du recensement de 2010, le village comptait une population de 107 habitants. Elle est estimée, en 2016, à 105 habitants.

## Source de la traduction
- (en) Cet article est partiellement ou en totalité issu de l’article de Wikipédia en anglais intitulé « Weatherby, Missouri » (voir la liste des auteurs).